# 加貝斯灣

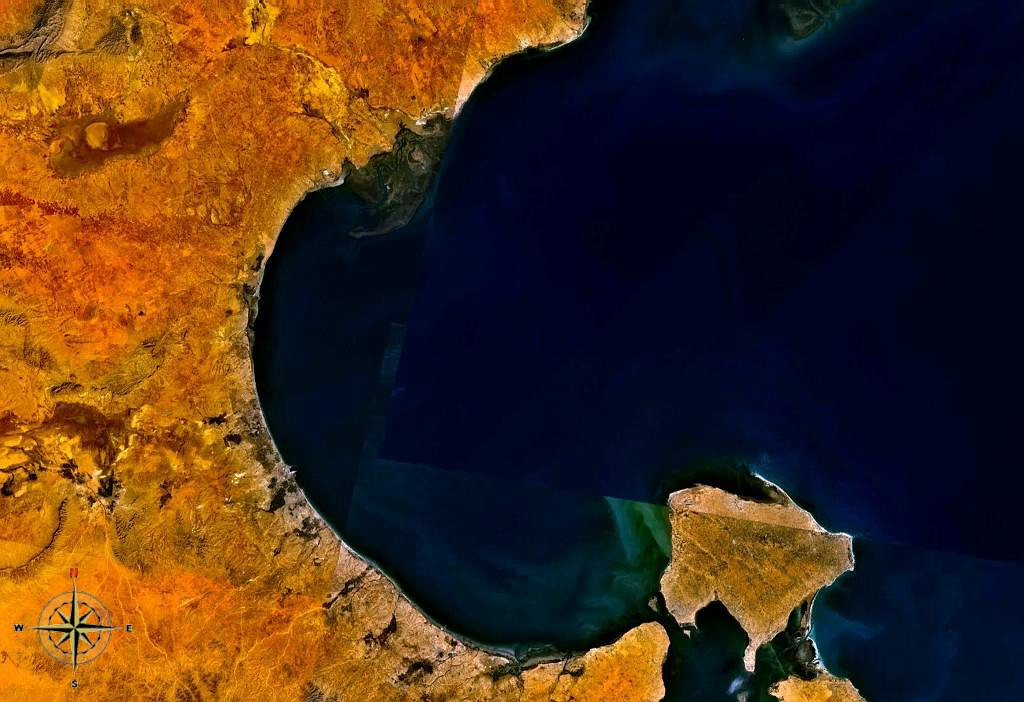
加貝斯灣的衛星圖片

加貝斯灣（阿拉伯语：خليج قابس）是突尼西亞的海灣，位於突尼西亞的地中海東岸，座標34°0′N 10°30′E / 34.000°N 10.500°E，長度和闊度約100公里。
加貝斯灣的潮汐明顯，大潮時高度可高達2.5米。